# Toyo Ito
U ovom japanskom imenu obiteljsko ime jest "Ito".
Toyo Ito (伊東 豊雄 Itō Toyoo, r. 1. lipnja 1941.) japanski je arhitekt poznat po stvaranju konceptualne arhitekture u kojoj pokušava simultano izraziti fizičke i virtualne svjetove. Vodeći je eksponent arhitekture koji adresira suvremenu spoznaju „simulirana” grada i poznat je kao „jedan od svjetski najinovativnijih i najutjecajnijih arhitekata”. Dobitnik je prestižne Pritzkerove nagrade za arhitekturu.

## Životopis
Ito je rođen u Seulu kada je Koreja bila pripojena Japanu, a diplomirao je arhitekturu 1965. godine na Sveučilištu u Tokiju. Radio je od 1965. do 1969. za arhitektonski ured „Kiyonori Kikutake i suradnici” i osnovao vlastitu tvrtku 1971. god. u Tokiju pod imenom Urban Robot. Godine 1979., mijenja joj ime u Toyo Ito & Associates, Architects.
Ranije u svojoj karijeri Ito je dizajnirao nekoliko privatnih domova, ali je ubrzo postao poznat kao konceptualni arhitekt koji može spojiti fizički i virtualni svijet. On svojim djelima govori o suvremenih pitanjima kao što je pojam „simuliranog” prostora. Njegov projekt Pao za djevojku nomada u Tokiju iz 1985. je predstavljao viziju modernih urbanih nomada uhvaćenih u japanskoj bubble ekonomiji (nerealno visokih vrijednosti dionica i nekretnina). „Kula vjetrova” iz 1986. i „Jaje vjetrova” iz 1991. god. u Yokohami su interaktivne znamenitosti u javnom prostoru koje pružaju kreativno istraživanje tehničkih mogućnosti budućnosti.
Itov ured je poznat kao poligon za talentirane mlade arhitekte i dizajnere. Arhitekti koji su ranije radili za njegov uredu su Kazuyo Sejima i Ryue Nishizawa (SANAA), Astrid Klein i Mark Dytham (kDa), Katsuya Fukushima, Makoto Yokomizo i Akihisa Hirata.
Ito trenutno predaje na Japanskom ženskom sveučilištu (日本女子大学 Nihon joshi daigaku?) u Tokiju, ali i na Sveučilištu sjevernog Londona (University of North London) kao počasni profesor, te kao gostujući profesor na Sveučilištu Columbia (Columbia University) i Umjetničkom sveučilištu Tama (多摩美術大学 Tama bijutsu daigaku) u Tokiju.
Godine 2013. Ito je osvojio Pritzkerovu nagradu za arhitekturu, jednu od najprestižnijih arhitektonskih nagrada. Iako je Ito bio favorit za Pritzkerovu nagradu 10 godina prije njezina osvajanja, njegova se nagrada tumači kao mogući povratak nagrađivanja iskusnijih, starijih arhitekata koji imaju cjeloživotnu povijest projekata, premda su je dosad osvajali mlađi arhitekti.

## Djela
Itov rad je često povezan s idejama filozofa kao što su Munesuke Mita i Gilles Deleuze. Ito je definirao arhitekturu kao „odjeću” za urbano stanovništvo, napose u suvremenoj japanskoj metropoli. Ova tema se vrti oko ravnoteže između privatnog života i gradskog, „javnog” života pojedinca. Trenutno, arhitektura Toya Ita proširuje se na njegov rad nastao tijekom razdoblja postmoderne, agresivno istražujući potencijale novih oblika. Na taj način, on nastoji pronaći nove prostorne uvjete koje zrcale filozofiju bezgraničnih bića.
Kronološki popis najvažnijih djela:
- 1991. Općinski muzej Yatsushiro (八代市立博物館 Yatsushiro-shiritsu hakubutsukan), Japan
- 1994. Nagaokanska lirska dvorana, Nagaoka, Japan
- 1994. Vrtić u Kindertagesstätte 117., Frankfurt am Main, Njemačka
- 2001. Sendai medijateka (せんだいメディアテーク Sendai Mediatēku), Japan
- 2002. Paviljon Serpentinske galerije, Hyde Park, London, UK
- 2002. Brugge paviljon, Brugge, Belgija
- 2004. Centar izvedbenih umjetnosti u Matsumotu, Matsumoto, Japan
- 2004. Omotesandō ured TOD-a (TOD’S 表参道ビル TOD’s Omotesandō biru), Tokio, Japan
- 2005. Zgrada Mikimoto, Ginza 2, Tokio, Japan
- 2006. VivoCity, Singapur
- 2006. Knjižnica Sveučilišta umjetnosti Tama, Hachiōji, Tokio, Japan
- 2006. – 09. Nacionalni stadion u Kaohsiungu, Tajvan
- 2009. Hotel Porta Fira i Torre Realia BCN, Barcelona, Španjolska
- 2011. Muzej arhitekture Toya Ita, Ehime, Japan

- Nagaokanska lirska dvorana (1994.)
- Serpentinska galerija, London, (2002.)
- Centar izvedbenih umjetnosti u Matsumotu (2004.)
- TOD-ova zgrada Omotesando, Tokio (2004.)
- Mikimoto Ginza 2, Tokio (2005.)
- VivoCity, Singapur (2006.)
- Knjižnica Tamskog umjetničkog sveučilišta, Tokio (2007.)
- Međunarodna zračna luka Taoyuan, Tajvan
- Torre Realia BCN i hotel Porta Fira, Barcelona (2009.)
- Muzej arhitekture Toya Ita, Ehime (2011.)

## Vanjske poveznice
- Toyo Ito & Associates, Architects - službene stranice